# 가오리
가오리는 가오리상목(Batoidea)에 속하는 연골어류의 총칭이다. 어린 개체는 간자미라 부른다. 전 세계에 350여 종이 분포하며 대부분이 바다 밑바닥에서 생활하나 매가오리나 쥐가오리 등의 일부 종은 헤엄치며 생활한다. 몸의 밑에 있는 입에는 넙적하고 튼튼한 이빨이 있는데 이로 연체동물이나 절지동물 따위의 저서동물들을 잡아먹고 산다. 골격이 질기고 탄력있는 연골로 되어 있으며, 아가미로 통하는 아가미구멍이 가슴지느러미 아래에 있다. 몸은 대개 접시 모양으로 납작하며, 날개 같은 커다란 가슴지느러미가 있다. 다른 물고기와는 달리 암컷의 몸 안에서 알이 수정되며 새끼를 낳는다. 대부분의 가오리는 달팽이, 조개, 굴, 갑각류 및 일부 물고기 등을 먹으며 쥐가오리는 플랑크톤을 먹는다.

## 분류
- 가오리상목
  - 전기가오리목(Torpediniformes)
    - 전기가오리과(Narcinidae)
    - 토르페도과(Torpedinidae)

  - 톱가오리목(Pristiformes)
    - 톱가오리과(Pristidae)

  - 홍어목(Rajiformes)
    - 아나칸토바티스과(Anacanthobatidae)
    - 홍어과(Rajidae)
    - 수구리과(Rhinidae)
    - 가래상어과(Rhinobatidae)

  - 매가오리목(Myliobatiformes)
    - 색가오리과(Dasyatidae)
    - 나비가오리과(Gymnuridae)
    - 여섯줄아가미가오리과(Hexatrygonidae)
    - 매가오리과(Myliobatidae)
    - 목탁가오리과(Platyrhinidae)
    - 긴꼬리흰가오리과(Plesiobatidae)
    - 민물가오리과(Potamotrygonidae)
    - 흰가오리과(Urolophidae)
    - 아메리카흰가오리과(Urotrygonidae)
    - 자노바투스과(Zanobatidae)
    - 쥐가오리과(Mobulidae)
    - 리놉테라과(Rhinopteridae)
    - 얼룩매가오리과(Aetobatidae)